# الجامعة (كتاب)
الجامعة هو كتاب يعتقد الشيعة الاثني عشرية أن النبي محمد أملاه على علي، بعد قول عمر: «إن الرجل ليهجر». ويشير جعفر الصادق إلى أنها صحيفة طولها 70 ذراعًا أملاها النبي محمد وكتبها علي. ويُعرف أيضًا باسم كتاب علي في بعض المصادر. ويقال إنه يغطي جميع المسائل القانونية، بما في ذلك التفاصيل الدقيقة حتى دية الدم المستحقة للخدش. 

## الوصف
الجامع هو مخطوطة من جلد الكبش طولها سبعون ذراعًا وعرضها كعرض جلد الغنم.
ويُعتقد أن الجامعة لا تشيخ ولا يمكن محو أي شيء مكتوب فيها ("دراسة"). ولأن الأئمة يمتلكون هذه المعرفة، فهم أكثر علمًا بالشريعة من أي خبير آخر. وهكذا ينتقد الفقيه الكوفي عبد الله بن شبرمة (المتوفى سنة 144هـ/761م) جعفر الصادق. وعلى نحو مماثل، يزعم جعفر الصادق أن عبد الله بن الحسن، زعيم فرع الشيعة الحسنية المنافس، لا يملك إلا الوصول إلى النصوص المتاحة لبقية المجتمع؛ وهو يفتقر إلى النصوص الإضافية التي يمتلكها الأئمة ولن يكون قادرًا على الرد على الأسئلة القانونية نتيجة لذلك. فلا حاجة إذن إلى القياس عند أئمة الشيعة، لأن الجامعة تحتوي على جميع الأجوبة. ويقال إن جعفر الصادق دفن الكتاب عندما صُلب المغيرة بن سعيد ومُثّل بجثته لتشيعه في عام 119 (هـ) الموافق 737-736 (ميلادي) بأمر من الحاكم الأموي خالد القسري، وهو الحدث الذي لابد أن الصادق اعتبره تهديدًا للشيعة الآخرين أيضًا. وهكذا كان الكتاب محفوظًا جيدًا ضد الأعداء. يعتقد الشيعة الاثنا عشرية أن الجامعة الآن في حوزة الإمام الثاني عشر محمد المهدي، بعد أن ورثها من أسلافه.

## المحتويات
محتويات الجامعة تشمل:
- تفصيل وبيان جميع ما حُل وحُرم.[3][5][8]
- الأحكام القانونية.[10][11][8]

## طالع أيضًا
- الصحيفة السجادية
- كتاب علي
- كتاب فاطمة
- مصحف
- نهج البلاغة

## روابط خارجية
- كتاب الكافي، الباب الأربعون (بيانات حول الجفر والجامع وكتاب فاطمة (ع))، ترجمة محمد سرور